# David K. Wyatt
David Kent Wyatt (Fitchburg (Massachusetts), 21 settembre 1937 – Ithaca (New York), 15 novembre 2006) è stato uno storico, traduttore, scrittore e docente statunitense, noto come uno dei più importanti studiosi di storia, politica e cultura della Thailandia. Fu docente alla Cornell University, dove fu anche direttore del dipartimento di Storia, e presidente della Association for Asian Studies. Il suo libro Thailand: A Short History è considerato uno dei più autorevoli sulla storia della Thailandia.

## Biografia

### Istruzione
Nato a Fitchburg (Massachusetts), crebbe in Iowa e studiò filosofia alla Harvard University. Dopo il conseguimento del Bachelor of Arts nel 1959, proseguì gli studi alla Boston e alla Cornell University, dove rispettivamente si laureò Master of Arts in Storia nel 1960 e ottenne un Ph.D. sulla storia del Sud-est asiatico nel 1966. La sua tesi di laurea sulle riforme politiche thailandesi fu pubblicata nel 1969 nel libro Thailand: The Politics of Reform. Dopo aver letto alcune pubblicazioni cominciò ad interessarsi del Sud-est asiatico, passione che condivise con la moglie Alene Wilson. Apprese e svolse ricerche in sette lingue e in particolare era fluente nel parlare thai.

### Carriera
Iniziò ad insegnare storia del Sud-est asiatico nel 1964 alla School of Oriental and African Studies della University of London prima di terminare il dottorato e vi rimase fino al 1968. Fu quindi docente per un anno alla University of Michigan e tornò al Dipartimento di Storia alla Cornell insegnando dal 1969 fino a quando andò in pensione nel 2002. Alla Cornell ricoprì anche incarichi direttivi del dipartimento stesso e nella Association for Asian Studies.
Continuò i suoi viaggi anche dopo che gli fu diagnosticata una sclerosi multipla nel 1995. Nel 2005 vendette la sua collezione composta da circa 15 000 tra libri, documenti, giornali specializzati, diari dei sovrani Chakri ecc. alla Southeast Asia Collection della Ohio University. Morì a 69 anni il 15 novembre 2006 di enfisema e insufficienza cardiaca a Ithaca (New York).

## Opere
Il libro più importante che scrisse fu Thailand: A Short History, che comprende la storia del Paese asiatico dalle origini dei popoli tai fino agli eventi di fine XX secolo. È stato definito la più completa ed ambiziosa storia thai pubblicata fino al 2003, anno in cui è uscita la seconda edizione aggiornata. Di seguito le sue pubblicazioni.
- (EN)  The Beginnings of Modern Education in Thailand, 1868-1910, Cornell University (1966)
- (EN)  Family Politics in Nineteenth Century Thailand (1968)
- (EN)  The Politics of Reform in Thailand (1969)
- (EN)  Thailand: A Short History, (1984, 2003) ISBN 978-0-300-08475-7
- (EN)  Siam in Mind (2002) ISBN 978-974-7551-72-3
- (EN)  Reading Thai Murals (2003)

Oltre a queste opere Wyatt è famoso per le numerosi traduzioni di volumi riguardanti la storia del Sud-est asiatico, in particolare le cronache degli antichi regni che si sono succeduti nei territori che formano oggi la Thailandia.

## Riconoscimenti
- Senior Fellowship dal National Endowment for the Humanities (1973-1974)[2]
- Fellowship alla John Simon Guggenheim Memorial Foundation Fellowship (1983)[2]